# Bishunpur (Bara)
Bishunpur (nep. विष्णुपुर) – gaun wikas samiti w środkowej części Nepalu w strefie Narajani w dystrykcie Bara. Według nepalskiego spisu powszechnego z 2001 roku liczył on 438 gospodarstw domowych i 3354 mieszkańców (1602 kobiet i 1752 mężczyzn).